# المزرع
المزرع ، قرية من قرى محافظة المهد، والتابعة لمنطقة المدينة المنورة في السعودية تقع في جنوب شرق المدينة المنورة، وتبعد عنها بمسافة تقارب ( 190) كيلو متر، وعن مهد الذهب بمسافة تقارب (30) كيلو متر.

## انظر ايضا
- محافظة مهد الذهب
- الجريسية
- الهرارة